# Бакиловани
Бакиловани (груз. ბაყილოვანი) — селение в Ахметском муниципалитете, Кахетия, Грузия.

## Фамилии Бакилованцев
- Бежанишвили
- Бидзинашвили
- Целаури
- Цицуашвили
- Гигаури
- Губианури
- Мамиаури — 6 чел.
- Мчедлури
- Мчедлишвили
- Кешикашвили
- Твирташвили
- Цхвирашвили